# Hip to Be Square
Hip to Be Square ist der Titel eines von Bill Gibson, Sean Hopper und Huey Lewis geschriebenen Liedes, das erstmals 1986 auf dem Album Fore! der US-amerikanischen Band Huey Lewis & the News veröffentlicht wurde.

## Hintergrund
Der Begriff „to be square“ entstammt afro-amerikanischem Jargon und existiert etwa seit den 1940er Jahren. Er beschreibt jemanden, der sich nicht nach aktuellen Trends und Moden richtet; oder einen Spießbürger. Mit dem Titel nahm die Band ihr eigenes Saubermann-Image aufs Korn und spielte mit der Tatsache, dass ihre Mitglieder mit und trotz des Erfolges der Gruppe reifer wurden und auf Tätowierungen, lange Haare und schlechtes Benehmen verzichteten.
Textbeispiel
I used to be a renegade, I used to fool around

But I couldn't take the punishment and had to settle down

Now I'm playing it real straight, and yes, I cut my hair

You might think I'm crazy, but I don't even care

Because I can tell what's going on

It's hip to be square

It's hip to be square

Früher war ich ein Abtrünniger, ich habe Quatsch gemacht

aber ich konnte die Strafe nicht ertragen und musste runterkommen.

Jetzt spiel ich wirklich ehrlich, und ja, ich schnitt mein Haar

Du denkst vielleicht, ich sei verrückt, aber mir ist das egal

Denn ich weiß, was abgeht.

Es ist angesagt, spießig zu sein

Es ist angesagt, spießig zu sein
Hip to Be Square wurde im Rahmen der Aufnahmen zum Album Fore! im Tonstudio „Studio D Recordings“ in Sausalito aufgenommen. An der Aufnahme beteiligten sich neben den Musikern der Band auch Stephen Kupka (Bariton-Saxophon), der Mitglied der Bläsergruppe von Tower of Power war, sowie die American-Football-Spieler Joe Montana, Dwight Clark, Ronnie Lott und Riki Ellison, die damals dem Team der San Francisco 49ers angehörten. Diese sangen den sich viermal wiederholenden Teil des Liedes, der sich dem Refrain nach der zweiten Strophe anschloss:
Textauszug
Here, there, and everywhere

Hip, hip, so hip to be a square

Here, there, and everywhere

Hip, hip

### Beteiligte Musiker der Ersteinspielung
- Huey Lewis – Gesang, Mundharmonika
- Mario Cipollina – Bass
- Johnny Colla – Gitarre, Saxophon
- Bill Gibson – Schlagzeug, Perkussion
- Chris Hayes – Gitarre
- Sean Hopper – Keyboard
- Stephen „Doc“ Kupka – Baritonsaxophon, Begleitgesang
- Joe Montana – Begleitgesang
- Dwight Clark – Begleitgesang
- Riki Ellison – Begleitgesang
- Ronnie Lott – Begleitgesang
- Jerome Fletcher – Begleitgesang
- Mike Duke – Begleitgesang
- Ralph Arista – Begleitgesang
- Jim Moran – Begleitgesang

## Veröffentlichung
Die Single wurde am 6. Oktober 1986 veröffentlicht. Für die Maxi-Single wurden von Shep Pettibone zwei Remixes mit einer Länge von 5:11 Minuten (Dub Mix) bzw. 6:05 Minuten (Dance Mix) erstellt. In den USA wurde zudem eine Shape Disc in Form eines Quadrats (englisch: Square) in vier verschiedenen Farben veröffentlicht. B-Seite aller Singles war das Lied Some of My Lies are True vom Album Picture This.

## Verwendung in Werken Dritter

### American Psycho
In seinem Roman American Psycho lässt Bret Easton Ellis die Hauptfigur, Patrick Bateman, die Melodie des Liedes pfeifen. In der gleichnamigen Verfilmung hält Bateman einen Monolog über das Album Fore! und das Lied Hip to Be Square, das zeitgleich im Hintergrund läuft:

„’87 brachte Huey das hier raus: »Fore!«, das wohl perfekteste Album. Ihr unbestrittenes Meisterwerk ist »Hip to Be Square«! Ein regelrechter Ohrwurm, sodass die Leute wahrscheinlich gar nicht auf den Text achten. Aber das sollten sie, weil er nicht nur von den Freuden der Konformität und der Bedeutung von Trends handelt, es ist auch ein persönliches Statement der Band selbst!“

Unmittelbar im Anschluss an diesen Monolog erschlägt Bateman seinen Arbeitskollegen mit einer Axt.
Hip to Be Square war auch Teil der Erstausgabe des Soundtrack-Albums zum Film, die Veröffentlichung wurde jedoch gestoppt, weil Lewis den Film angeblich als zu gewalttätig empfunden hatte. Tatsächlich hatte er jedoch der Verwendung im Film zugestimmt, der Verwendung auf der Soundtrack-CD jedoch nicht.

### Coverversionen
Das Lied wurde von verschiedenen Künstlern neu interpretiert, unter anderem von Barry Williams (1999), Alex Baroni (als Dimmi Cos'è, 2003) und von Milking the Goatmachine (2014). 2010 nahm die A-cappella-Formation The Pikes eine Version des Liedes auf.

## Musikvideo
Das Musikvideo zum Lied wurde von Godley & Creme produziert und erschien neben anderen Clips 1987 auf der VHS- bzw. Video-CD-Veröffentlichung Fore & More.

## Chartplatzierungen
Hip to Be Square erreichte in den USA Platz 3 der Billboard Hot 100. In Großbritannien gelangte das Lied auf Platz 41 der Single-Charts, im deutschen Sprachraum konnte es sich nicht platzieren.
| ChartsChartplatzierungen       | Höchstplatzierung | Wochen |
| ------------------------------ | ----------------- | ------ |
| Vereinigte Staaten (Billboard) | 3 (16 Wo.)        | 16     |
| Vereinigtes Königreich (OCC)   | 41 (10 Wo.)       | 10     |

| ChartsJahrescharts (1987)      | Platzierung |
| ------------------------------ | ----------- |
| Vereinigte Staaten (Billboard) | 49          |